# Figlie di Cristo Re
Le Figlie di Cristo Re sono un istituto religioso femminile di diritto pontificio: le suore di questa congregazione pospongono al loro nome la sigla F.C.R.

## Storia
Il 26 maggio 1876 José Gras Granollers (1834-1918) aprì a Granada un collegio femminile e due scuole (una a pagamento e l'altra gratuita) affidandone la direzione a una comunità di religiose guidata da Isabel Gómez Rodríguez (1847-1930), ritenuta cofondatrice della congregazione.
La comunità, specialmente dedicata al culto della regalità di Cristo, fu sostenuta dal re Alfonso XII e i suoi statuti furono approvati dall'arcivescovo di Granada, José Moreno y Mazón, il 2 giugno 1877.
La prima filiale fu aperta nel 1885 a Montejícar; la prima casa all'estero sorse a Eboli. Da una comunità di Figlie di Cristo Re stabilitasi nelle Canarie ebbe origine la congregazione delle suore Domenicane Missionarie della Sacra Famiglia.
L'istituto ricevette il pontificio decreto di lode il 15 febbraio 1898 e l'approvazione definitiva dalla Santa Sede il 16 agosto 1901.

## Attività  e diffusione
Le suore si dedicano all'istruzione e all'educazione cristiana della gioventù e al culto della regalità di Cristo; le loro costituzioni sono basate sulla regola di sant'Agostino.
Sono presenti in Europa (Albania, Italia, Spagna), nelle Americhe (Argentina, Bolivia, Colombia, Ecuador, Perù) e in Senegal; la sede generalizia è a Roma.
Alla fine del 2008 la congregazione contava 435 religiose in 54 case.